# پتر کرمتس
پتر کرمتس (آلمانی: Peter Kremtz; ۲۶ آوریل ۱۹۴۰ – ۲۳ فوریهٔ ۲۰۱۴) قایقران روئینگ اهل آلمان بود.